# 아이카 (영화)
"아이카"(영어: Ayka, 러시아어: Айка)는 2018년 공개된 드라마 영화이다.

## 출연
- 사말 예슬랴모바 - 아이카 역